# Bahía de Tampa

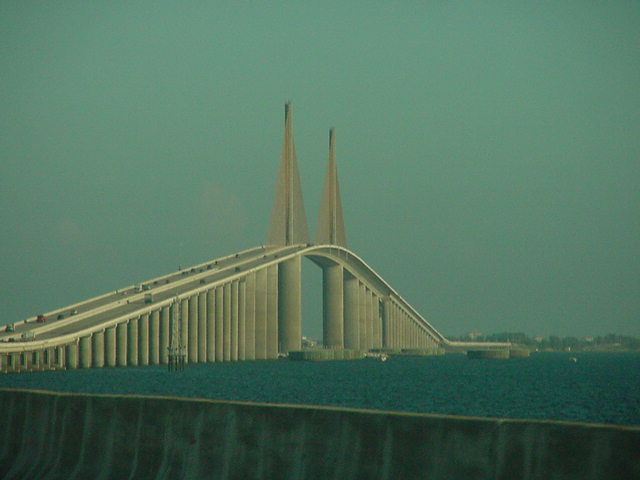
El Sunshine Skyway desde el sur, y San Petersburgo al fondo

La bahía de Tampa (del inglés: Tampa Bay) es un gran puerto natural y estuario del golfo de México en la costa oeste central de Florida, que comprende la bahía de Hillsborough, la bahía de Tampa Vieja (Old Tampa Bay), la bahía de Tampa Central (Middle Tampa Bay)  y la bahía de Tampa Baja (Lower Tampa Bay). En el área circundante viven unos 4 millones de residentes haciendo de la bahía un lugar muy comercial pero al mismo tiempo dañando su ecosistema, el cual antiguamente satisfacía las necesidades de los indígenas de la cultura safety-harbor. En la actualidad se están tomando muchos cuidados para que la calidad del agua mejore.
El término "Tampa Bay" es a veces usado para referirse a todo el Área de la Bahía de Tampa que se compone de varias ciudades rodeando el cuerpo de agua. Este error probablemente se deriva de la denominación de varios equipos de deportes profesionales (incluidos los Tampa Bay Buccaneers, Tampa Bay Lightning y Tampa Bay Rays), cuyos nombres representan el colectivo de la región de la bahía de Tampa, cuyo centro es la ciudad de Tampa, Florida.

## Historia

### Historia natural
Hace aproximadamente 6.000 años, la bahía se formó con las aguas salobres del valle del río dando lugar al estuario con una boca ancha conecta con el golfo de México.  Anteriormente, era un gran lago de agua dulce, posiblemente alimentada por el acuífero Floridano a través de manantiales naturales. Aunque el proceso exacto de la transformación de lago a bahía no se conoce, la teoría más aceptada es que la subida del nivel del mar después de la última glaciación, junto con la formación de una gran dolina cerca de la desembocadura actual de la bahía dio lugar a una conexión entre el lago y el golfo.

### Asentamientos humanos
Los seres humanos han vivido cerca de las orillas de la bahía de Tampa durante miles de años, posiblemente desde hace 12.000 a 14.000 años. Los primeros humanos que se adaptaron plenamente a un estilo de vida junto al mar fue la cultura Manasota, hace alrededor de 5.000 - 6.000 años, y evolucionando con el tiempo hasta convertirse en la cultura de la isla Weeden. Hace aproximadamente 1.100 años, se desarrolló el Tocobaga, cerca de la actual Safety Harbor, en la bahía de Tampa Antigua. Estas eran las personas que vivían en la zona en el momento del primer contacto con los europeos.
Mapas españoles fechados en 1584 identifican la bahía de Tampa como Baya de Santo Spirito. Un mapa de 1695 identifica la zona como Bahía Tampa. Más tarde, mapas de 1794 y 1800 muestran la bahía dividida, con tres nombres diferentes, Tampa Bay, Hillsboro bay y el nombre general de Bahía de Spiritu(o) Santo.  El uso cartográfico de Bahía de Espíritu Santo parece haber prevalecido a partir de 1833.

## Geografía y ecología

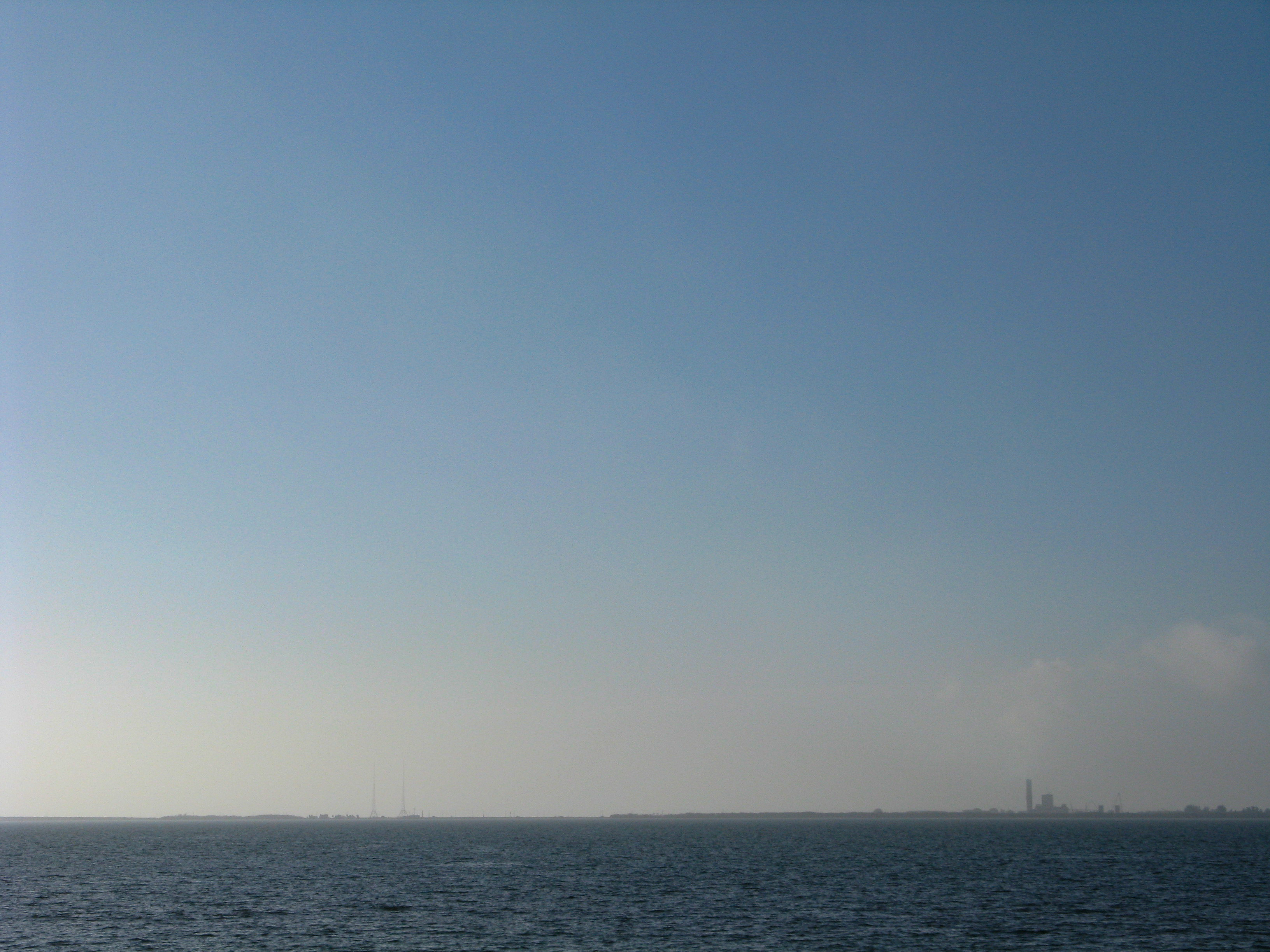
Una vista de la bahía de Tampa desde la I-275, hacia el sur. Los edificios industriales se encuentran cerca de San Petersburgo (Florida).

Tampa Bay es el mayor estuario de la Florida en aguas abiertas. Se extiende más de 1.031 kilómetros cuadrados y conforma las costas de los condados de Hillsborough, Manatee y Pinellas. Las fuentes de agua dulce de la bahía se distribuyen entre más de un centenar de pequeños afluentes, en lugar de un solo río.
Después de décadas de contaminación sin restricción, la bahía fue designada como estuario de importancia nacional por la Agencia de Protección Ambiental de los Estados Unidos, por sus manglares y su prolífica marisma: más de 200 especies de peces se encuentran en la bahía de Tampa y 25 especies de aves tienen allí su hogar durante todo el año. Las templadas aguas de los desagües de las centrales eléctricas en la frontera de la bahía atraen a uno de cada seis manatíes, en peligro de extinción, para pasar el invierno. Igualmente significativo, aunque menos visible, es el papel de las aguas de la bahía como criadero de camarones y cangrejos.
Dos refugios nacionales se encuentran en Tampa Bay: el Refugio de Vida Silvestre de Pinellas y el Refugio de Egmont Key. La mayoría de las islas más pequeñas de la bahía están cerradas al público, debido a su fragilidad ecológica y su uso como sitios de anidación de pelícanos pardos, garzas, garcetas, espátulas rosadas, cormoranes y otros. El «Programa del Estuario de la Bahía de Tampa» vigila la salud de la bahía.

## Transporte
Debido en gran parte al Puerto de Tampa y al dragado de más de ochenta millas de canales de navegación de aguas profundas, el comercio marítimo ha sido históricamente una parte importante de la economía del área de la bahía de Tampa. La zona cuenta con el puerto más grande en Florida y es el número 10 de la nación. El puerto tiene capacidad para la mitad de la carga de Florida en forma de granel, carga fraccionada, carga rodada, refrigerados y carga de contenedores. El puerto también tiene un astillero para reparación y construcción; recientemente ha ampliado las instalaciones para los cruceros.
El puerto de Manatee, con más espacios refrigerados portuarios que cualquier otro puerto del golfo de México, es el más cercano de los tres puertos de aguas profundas de la bahía de Tampa al Canal de Panamá. Es también uno de los más transitados del estado, ocupando el quinto puesto de tonelaje total anual entre los catorce puertos marítimos de la Florida.
El puerto de San Petersburgo aloja una estación de la Guardia Costera de Estados Unidos. Es el puerto más pequeño de los puertos de Florida y funciona como puerto privado administrado por la ciudad de San Petersburgo.

### Puentes que cruzan la bahía de Tampa
- Sunshine Skyway Bridge ()
- Gandy Bridge ()
- Howard Frankland Bridge ()
- Courtney Campbell Causeway ()
- Clearwater Bayside Bridge ()